# Pujarnol
Pujarnol és un dels set pobles del municipi de Porqueres (Pla de l'Estany). Aquesta entitat de població és de poblament disseminat i està situada a l'origen de la vall del Matamors, entre les serres de Sant Patllari i Biert. S'hi accedeix per la carretera de Banyoles a Rocacorba.
El nom de Pujarnol prové de «Podio Ariulfi» o «Arnulfi».
El nucli de poble està format per l'església romànica de Sant Cebrià (ja esmentada el 1017), el cementiri i la casa senyorial de la Torre de Pujarnol.
Al seu terme hi ha l'església romànica de Sant Maurici de Calç, que havia format parròquia independent, al cantó de la gran casa Torre del Calç. A prop s'hi troba també el Dolmen de les Closes, de pedra granítica.
Ja mirant la vall de la Riera de Campmajor, aquest poble comprèn l'ermita romànica de Sant Patllari, que havia estat la capella d'un castell.
Entre les cases de pagès hi destaca Can Vila, una masia rectangular ubicada al sud de la serra de Sant Patllari.